# 北の達人コーポレーション
株式会社北の達人コーポレーション（きたのたつじんコーポレーション）は、北海道札幌市に本社を置く通信販売会社。

## 事業
主にインターネット上で一般消費者向けに自社オリジナルブランドの健康美容商品等を販売する「Eコマース事業」を行っている。定期購入型のビジネスモデルを採り、リピート使用されやすいものを中心に開発・選定し、試作品のモニター調査を行い、商品化するという手順を踏んでいる。小ジワ対策のヒアルロン酸化粧品や粉末オリゴ糖が主力商品。
社名には、創業の地である北の大地、北海道から高い技術と能力を持ち活躍するプロフェッショナル集団を生み出したいという思いが込められている。

## 沿革
- 2000年（平成12年）5月 - ウェブサイト「北海道・しーおー・じぇいぴー」を立ち上げ、北海道特産の食品のインターネット販売を開始[4]。
- 2002年（平成14年）
  - 5月 - 大阪市淀川区に株式会社北海道・シーオー・ジェイピーを資本金1000万円で設立[4]。
  - 9月 - 北海道札幌市中央区北1条西2丁目に本店を移転[4]。
- 2006年（平成18年）5月 - 本店を北海道札幌市北区北7条西2丁目に移転[4]。
- 2009年（平成21年）3月 - 株式会社北の達人コーポレーションに商号変更[4]。
- 2010年（平成22年）
  - 9月 - プライバシーマークを取得（認定番号：第26000084号）[4]。
  - 11月 - 本店を北海道札幌市北区北7条西1丁目に移転[4]。
- 2011年（平成23年）2月 -「北海道・しーおー・じぇいぴー」「わけありグルメニュース」「北海道わけあり市場」の3サイトの運営を譲渡する[5]。
- 2012年（平成24年）5月 - 札幌証券取引所アンビシャス市場に上場[4]。
- 2013年（平成25年）
  - 3月 - 札幌証券取引所本則市場に市場変更[4]。
  - 6月 - 100%出資子会社「株式会社オーダーコスメジャパン」設立[4]。
- 2014年（平成26年）
  - 2月 - Jリーグ・北海道コンサドーレ札幌との間でクラブパートナー契約を締結[4]。
  - 11月21日 - 東京証券取引所市場第二部へ上場[4]。
- 2015年（平成27年）
  - 3月 - 北海道コンサドーレ札幌とのクラブパートナー継続とWEBプロモーションの業務提携[4]。
  - 11月24日 - 東京証券取引所市場第一部指定[4]。
- 2018年（平成30年）8月 ‐ JPX日経中小型株指数構成銘柄に選定[4]。
- 2019年（平成31年）
  - 2月 ‐ 日本経済団体連合会に入会[4]。
  - 3月 ‐ 本店を札幌市中央区北1条西1丁目のさっぽろ創世スクエアに移転。[4]。
  - 4月 ‐ 東京支社を開設[4]。
- 2020年（令和2年）2月 - 東京支社を増床[4]。
- 2021年（令和3年）
  - 3月 - 株式会社エフエム・ノースウェーブ（現・FM NORTH WAVE）の株式の過半数を取得し、連結子会社とする[4]。
  - 5月 - 株式会社ASHIGARU（現・株式会社SALONMOON）の全株式を取得し、連結子会社とする[4]。
- 2022年（令和4年）4月 - 東京証券取引所プライム市場に移行[4]。
- 2024年（令和6年）7月 - 株式会社FM NORTH WAVEの全株式を譲渡し、連結の範囲から除外[4]
- 2024年（令和6年）11月 - コーポレートロゴ刷新[4]

## 事業所
- 東京本社 - 東京都中央区銀座4丁目12番15号　歌舞伎座タワー17階
- 札幌本社 - 北海道札幌市中央区北1条西1丁目6 さっぽろ創世スクエア25階

## 特色
同社のEコマース事業は、少数アイテムに特化した販売方式を採用している。同社の有価証券報告書によると、その狙いは顧客フォローを徹底し、顧客満足度の向上を重視することによって定期購入者たるリピーターを増やし、売上の着実な増加を図り、収益基盤を安定させることにある。

## 主な受賞歴・評価歴
- 2006年
  - 北海道IT経営表彰受賞。
  - 日本のIT経営百選優秀賞受賞。
- 2008年
  - 日本オンラインショッピング大賞最優秀中規模部門賞受賞。
- 2014年　
  - 経済産業省 中小企業IT経営力大賞の経済産業大臣賞受賞。北海道経済産業局長顕彰に選定。
- 2016年
  - 札幌証券取引所　過去２回の年間功労賞に続き、年間功労賞（特別功労賞）受賞[7]。
- 2017年　
  - 『Japan Venture Awards2017』において、「eコマース推進特別賞」受賞[8]。
- 2019年
  - アジア通販サミット2019「インターネットションピング賞」受賞[9]。
- 2020年
  - マイクロニードル化粧品『ディープパッチシリーズ』が売上世界No.1としてギネス世界記録認定[10]。
  - フォーブス アジア「Asia's 200 Best Under A Billion」受賞[11]。

## 業績推移
| 回次/決算年月              | 売上高     | 経常利益  | 当期純利益 |
| -------------------------- | ---------- | --------- | ---------- |
| 第8期/2009年2月期          | 544,487    | 49,688    | 31,679     |
| 第9期/2010年2月期          | 683,846    | 136,996   | 79,930     |
| 第10期/2011年2月期         | 739,113    | 92,587    | 59,488     |
| 第11期/2012年2月期         | 807,771    | 141,864   | 90,099     |
| 第12期/2013年2月期         | 1,380,470  | 273,875   | 159,484    |
| 第13期/2014年2月期         | 1,782,386  | 386,158   | 236,118    |
| 第14期/2015年2月期         | 1,940,660  | 446,584   | 268,768    |
| 第15期/2016年2月期         | 2,222,440  | 393,223   | 226,777    |
| 第16期/2017年2月期         | 2,696,859  | 538,497   | 356,728    |
| 第17期/2018年2月期         | 5,292,463  | 1,403,984 | 948,370    |
| 第18期/2019年2月期         | 8,312,465  | 1,861,512 | 1,293,245  |
| 第19期/2020年2月期         | 10,093,343 | 2,923,996 | 1,974,824  |
| 第20期/2021年2月期         | 9,270,604  | 2,048,792 | 1,387,835  |
| 第21期/2022年2月期（連結） | 9,510,793  | 2,102,832 | 1,342,485  |
| 第22期/2023年2月期（連結） | 9,831,486  | 541,064   | 343,672    |
| 第23期/2024年2月期（連結） | 14,665,867 | 1,480,475 | 994,660    |
| 第24期/2025年2月期（連結） | 11,826,401 | 1,704,469 | 1,205,882  |

- 単位は千円。業績数値は同社提出の有価証券報告書及び同社HPより転載

## テレビ番組
- 日経スペシャル ガイアの夜明け 眠れる在庫を“宝”に ～不況下の企業の駆け込み寺ビジネス～（2009年7月21日、テレビ東京）[12] - “わけあり商品”ビジネスを取材[13]。

## 出来事

### 景品表示法違反事件
2025年3月19日、消費者庁より消費者契約法第39条第1項に基づき、内閣総理大臣より適格消費者団体の認定を受けている「特定非営利活動法人埼玉消費者被害をなくす会」との景品表示法に違反する表示使用の停止を求めていた件について、両者の協議が成立したことに伴い公表。製品名「薬用クリアストロングショットアルファ」の広告表示に対し「爪の内部まで浸透」・「菌を殺菌・消毒できる」等の表現、また「爪トラブルの改善」を想起する内容が景品表示法第5条第1号の「優良誤認表示」に該当するため是正を求めていた。2025年1月9日付で申し入れは終了。なお、改善措置の情報は公表されていない。